# Krogviken

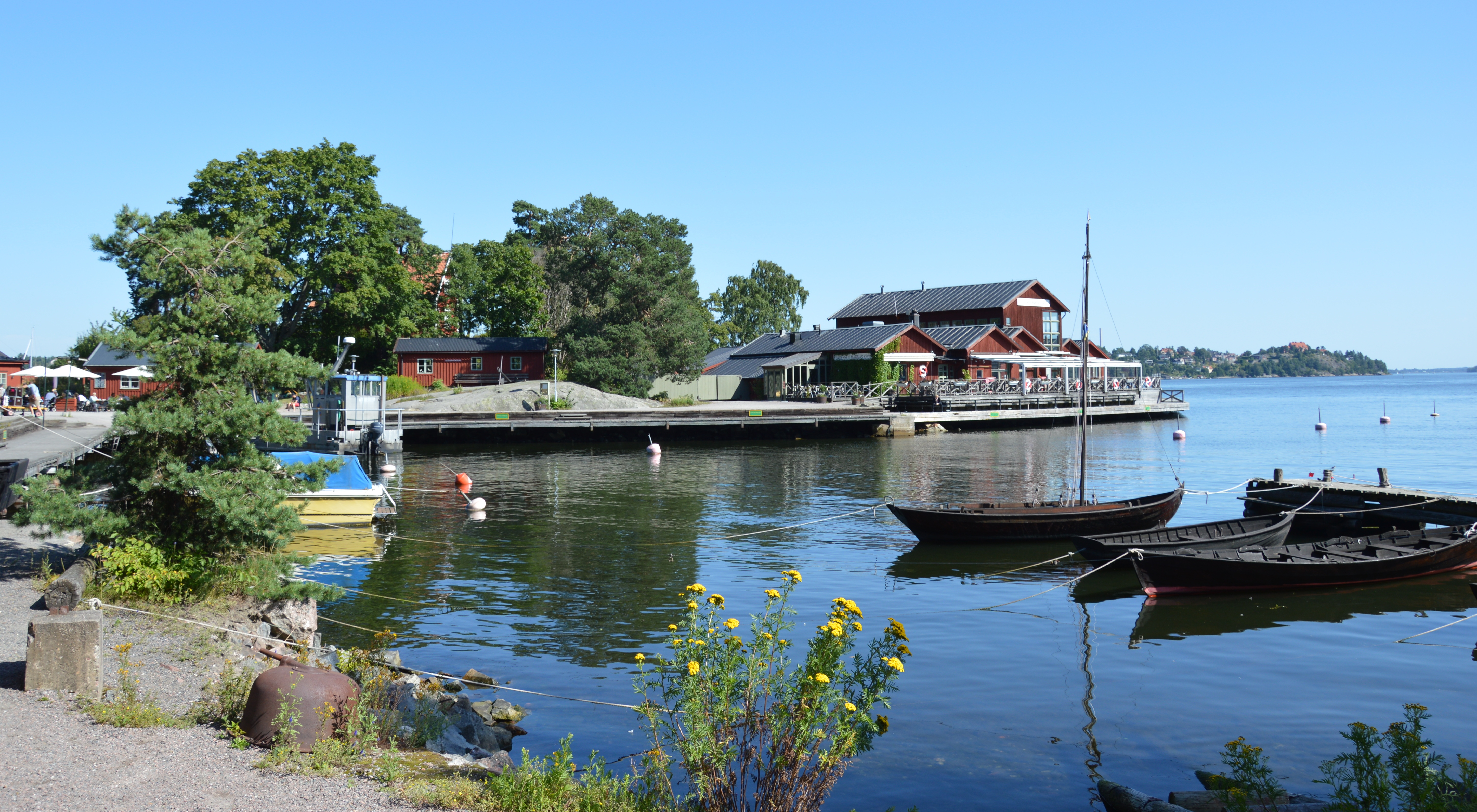
Krogviken, Blick von Südwesten

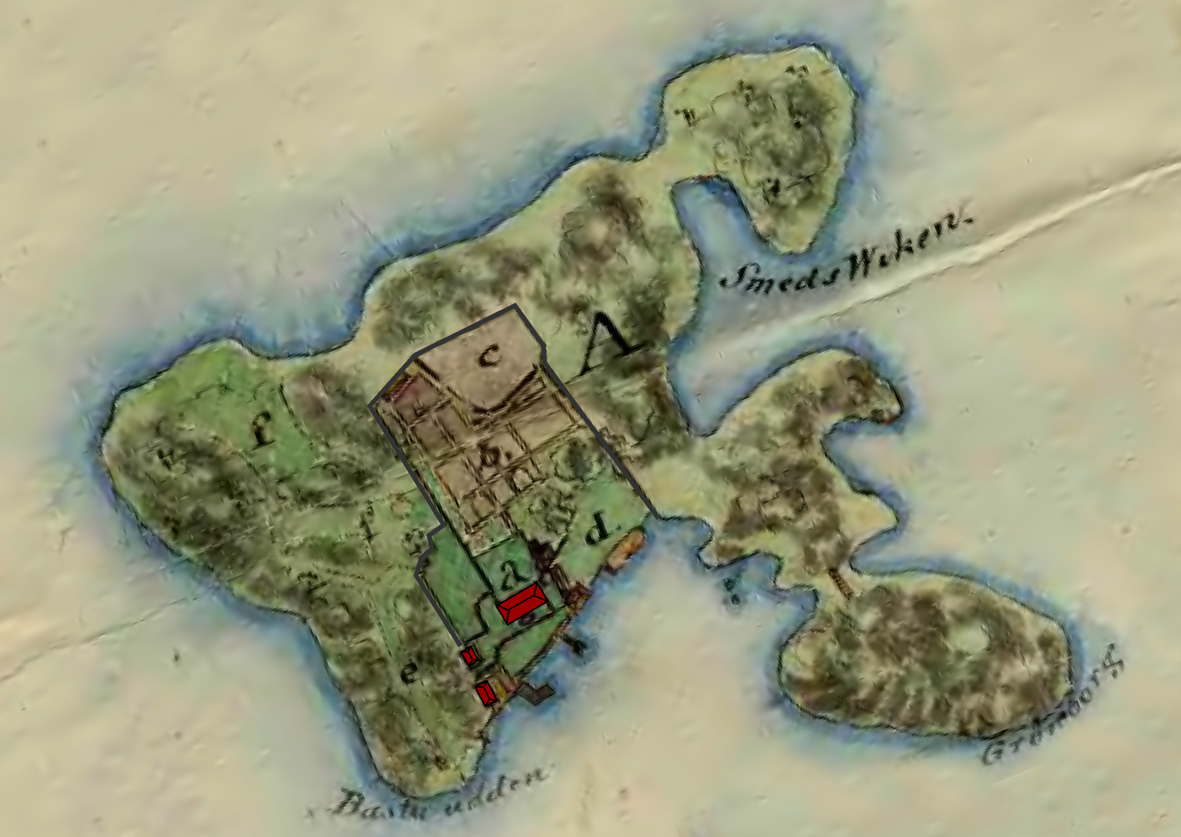
Kartendarstellung aus dem Jahr 1811

Krogviken ist eine Bucht auf der zur schwedischen Inselgruppe Fjäderholmarna im Stockholmer Schärengarten gehörenden Insel Stora Fjäderholmen.
Sie befindet sich im Osten der Insel und reicht etwa 100 Meter tief in das Inselinnere hinein. Die Breite der Bucht erreicht etwa 60 Meter. Auf der Nordseite befindet sich die Gaststätte Fjäderholmarnas krog, auf die wohl auch der Name der Bucht zurückgeht. Auf einer Karte aus dem Jahr 1811 ist die Bucht noch als Smeds Wiken (deutsch: Schmiedebucht) bezeichnet. Westlich liegt ein kleines Museum, südlich ein Freilufttheater.
In der Bucht befindet sich ein Gasthafen.
Koordinaten: 59° 19′ 43,6″ N, 18° 10′ 39″ O